# 郭鵬霄
郭鵬霄，山西文水縣人，清朝政治人物、進士出身。

## 生平
順治二年（1645年）舉乙酉科順天鄉試，順治三年（1646年），聯登進士，授長寧縣知縣。